# Polar Satellite Launch Vehicle
Polar Satellite Launch Vehicle (PSLV) (hindi: ध्रुवीय उपग्रह प्रक्षेपण यान) är en indisk rymdraket. Raketen utvecklades av Indian Space Research Organisation under tidigt 1990-tal. Första uppskjutningen gjordes den 20 september 1993, denna uppskjutningen misslyckades. Den första lyckade uppskjutningen gjordes den 15 oktober 1994.
Raket typen har bland annat används för att skjuta upp Indiens första rymdsond Chandrayaan-1

## Steg

### Booster
Fastbränsle raketer som kommer i flera versioner och antal.

### Steg 1
Raketens första steg består av en motor av modellen S139 och drivs av fastbränsle.

### Steg 2
Raketens andra steg består av en motor av modellen Vikas som drivs av flytande bränsle.

### Steg 3
Raketens tredje steg består av en motor av modellen S7 och drivs av fastbränsle.

### Steg 4
Raketens fjärde steg består av en motor av modellen L-2-5 och drivs av flytande bränsle.

## Uppskjutningar
| Flygning | Datum (UTC)                                                                                        | Rakettyp | Nyttolast | Utförande         |
| -------- | -------------------------------------------------------------------------------------------------- | -------- | --- | ----------------- |
| D1       | 20 september 1993, 05:12                                                                           | PLSV-G   | IRS 1E | Misslyckad        |
| D1       | Programvarufel vid separationen av andra steget.                                                   |          | |                   |
| D2       | 15 oktober 1994, 05:05                                                                             | PLSV-G   | IRS-P2 | Lyckad            |
| D3       | 21 mars 1996, 04:53                                                                                | PLSV-G   | IRS-P3 | Lyckad            |
| C1       | 29 september 1997, 04:47                                                                           | PLSV-G   | IRS 1D | Delvis misslyckad |
| C1       | Fjärde steget placerade satelliten i fel omloppsbana. Satelliten kunde själv kompensera för felet. |          | |                   |
| C2       | 26 maj 1999, 06:22                                                                                 | PLSV-G   | Oceansat-1, DLR-Tubsat, KitSat 3 | Lyckad            |
| C2       | Första uppskjutningen av flera satelliter med samma raket                                          |          | |                   |
| C3       | 22 oktober 2001, 04:53                                                                             | PLSV-G   | TES, PROBA, BIRD | Lyckad            |
| C4       | 12 september 2002, 10:23                                                                           | PLSV-G   | METSAT 1 | Lyckad            |
| C5       | 17 oktober 2003, 04:52                                                                             | PLSV-G   | ResourceSat 1 | Lyckad            |
| C6       | 5 maj 2005, 04:45                                                                                  | PLSV-G   | CartoSat 1, HAMSAT | Lyckad            |
| C7       | 10 januari 2007, 03:54                                                                             | PLSV-G   | CartoSat 2, SRE, LAPAN-TUBsat, PEHUENSAT-1 | Lyckad            |
| C8       | 23 april 2007, 10:00                                                                               | PLSV-CA  | AGILE, AAM | Lyckad            |
| C10      | 21 januari 2008, 03:45                                                                             | PLSV-CA  | TecSAR | Lyckad            |
| C9       | 28 april 2008, 03:53                                                                               | PLSV-CA  | Cartosat-2A, IMS-1/TWSAT, RUBIN-8, CanX-6/NTS, CanX-2, Cute-1.7+APD II, Delfi-C3, SEEDS-2, COMPASS-1, AAUSAT-II | Lyckad            |
| C11      | 22 oktober 2008, 00:52                                                                             | PLSV-XL  | Chandrayaan-1 | Lyckad            |
| C12      | 20 april 2009, 01:15                                                                               | PLSV-CA  | RISAT-2, ANUSAT | Lyckad            |
| C14      | 23 september 2009, 06:21                                                                           | PLSV-CA  | Oceansat-2, Rubin 9.1, Rubin 9.2, SwissCube-1, BeeSat, UWE-2, ITUpSAT1 | Lyckad            |
| C15      | 12 juli 2010, 03:52                                                                                | PLSV-CA  | Cartosat-2B, ALSAT-2A, AISSat-1, TIsat-1, STUDSAT | Lyckad            |
| C16      | 20 april 2011, 04:42                                                                               | PLSV-G   | ResourceSat-2, X-Sat, YouthSat | Lyckad            |
| C17      | 15 juli 2011, 11:18                                                                                | PLSV-XL  | GSAT-12 | Lyckad            |
| C18      | 12 oktober 2011, 05:31                                                                             | PLSV-CA  | Megha-Tropiques, SRMSAT, Jugnu, VesselSat-1 | Lyckad            |
| C19      | 26 april 2012, 00:17                                                                               | PLSV-XL  | RISAT-1 | Lyckad            |
| C21      | 9 september 2012, 04:23                                                                            | PLSV-CA  | SPOT-6, PROITERES, mRESINS | Lyckad            |
| C20      | 25 februari 2013, 12:31                                                                            | PLSV-CA  | SARAL, Sapphire, NEOSSat, TUGSAT-1, UniBRITE-1, STRaND-1, AAUSAT3 | Lyckad            |
| C22      | 1 juli 2013, 18:11                                                                                 | PLSV-XL  | IRNSS-1A | Lyckad            |
| C25      | 5 november 2013, 09:08                                                                             | PLSV-XL  | Mangalyaan | Lyckad            |
| C25      | Indiens första rymdsond till planeten Mars                                                         |          | |                   |
| C24      | 4 april 2014, 11:44                                                                                | PLSV-XL  | IRNSS-1B | Lyckad            |
| C23      | 3 juni 2014, 04:22                                                                                 | PLSV-CA  | SPOT-7, Can-X4, Can-X5, AISAT, VELOX-1 | Lyckad            |
| C26      | 16 oktober 2014, 20:02                                                                             | PLSV-XL  | IRNSS-1C | Lyckad            |
| C27      | 28 mars 2015, 11:49                                                                                | PLSV-XL  | IRNSS-1D | Lyckad            |
| C28      | 10 juli 2015, 16:28                                                                                | PLSV-XL  | UK-DMC3A, UK-DMC3B, UK-DMC3C, CBNT-1, DeOrbitSail | Lyckad            |
| C30      | 28 september 2015, 04:30                                                                           | PLSV-XL  | Astrosat, LAPAN-A2, exactView 9, Lemur-2 Joel, Lemur-2 Peter, Lemur-2 Jorean, Lemur-2 Chris | Lyckad            |
| C29      | 16 december 2015, 12:30                                                                            | PSLV-CA  | TeLEOS-1, VELOX-C1, VELOX-II, Kent Ridge-1, Galassia, Athenoxat-1 | Lyckad            |
| C31      | 20 januari 2016, 04:01                                                                             | PSLV-XL  | IRNSS-1E | Lyckad            |
| C32      | 10 mars 2016, 10:31                                                                                | PSLV-XL  | IRNSS-1F | Lyckad            |
| C33      | 28 april 2016, 07:20                                                                               | PSLV-XL  | IRNSS-1G | Lyckad            |
| C34      | 22 juni 2016, 03:55                                                                                | PSLV-XL  | Cartosat-2C, LAPAN-A3, BIROS, SkySat Gen2-1, GHGSat-D, M3MSat, Swayam, SathyabamaSat, 12 × Flock-2P Dove nanosatelliter | Lyckad            |
| C35      | 26 september 2016, 03:42                                                                           | PSLV-G   | ScatSat-1, ALSAT-2B, ALSAT-1B, Pathfinder-1, Pratham IIT Bombay, NLS-19, ALSAT-1N, PISat | Lyckad            |
| C36      | 7 december 2016, 04:55                                                                             | PSLV-XL  | Resourcesat-2A | Lyckad            |
| C37      | 15 februari 2017, 03:58                                                                            | PSLV-XL  | Cartosat-2D, INS-1A, INS-1B, Nayif-1 CubeSats, Al Farabi-1, PEASSS, BGUSAT, DIDO-2, Doves Flock-3P, Lemur-2 | Lyckad            |
| C38      | 23 juni 2017 03:59                                                                                 | PSLV-XL  | Cartosat-2E, NIUSAT, CESAT-1, Lemur-2 × 8, , Blue, Red, Green Diamonds, Max Valier Sat, Venta-1, D-Sat, Aalto-1, COMPASS-2/Dragsail QB50, InflateSail QB50, URSA MAIOR QB50, LituanicaSAT-2 QB50, PEGASUS QB50, NUDTSat QB50, VZLUSAT1 QB50, UCLSat QB50, SUCHAI, ROBUSTA-1B, skCUBE, CICERO-6, Tyvak-53b (PacSciSat), KickSat Sprites × 6 | Lyckad            |
| C39      | 31 augusti 2017, 13:30                                                                             | PSLV-XL  | IRNSS-1H | Misslyckad        |
| C39      | Noskonen separerade inte, raketen kunde då inte nå omloppsbanan och störtade senare                |          | |                   |
| C40      | 12 januari 2018, 03:59                                                                             | PSLV-XL  | Cartosat-2F, MICROSAT-TD, INS-1C, LEO-1, Carbonite-2, ICEYE X1, Landmapper-BC3, Arkyd 6A, CICERO-7, 4 x Doves Flock-3p, 4 x Lemur-2, PicSat, SIGMA (KHUSAT-03), CANYVAL-X (Tom and Jerry), CNUSail 1, KAUSAT 5, STEP Cube Lab, MicroMAS-2, Fox-1D, 4 x SpaceBEE, Tyvak-61C (GeoStare), DemoSat-2                                           | Lyckad            |
| C41      | 11 april 2018, 22:34                                                                               | PSLV-XL  | IRNSS-1I | Lyckad            |
| C42      | 16 september 2018, 16:38                                                                           | PSLV-CA  | NovaSAR-S, SSTL S1-4 | Lyckad            |
| C43      | 29 november 2018, 04:28                                                                            | PSLV-CA  | HySIS, Doves × 16, Global-1, Lemur-2 × 4, HSAT-1, CICERO-8, Hiber-1, FACSAT-1, Innosat-2, Centauri-1, CASE, Reaktor Hello World, ³Cat-1 | Lyckad            |